# Uniwersytet w Gujanie

Herb Uniwersytetu w Gujanie

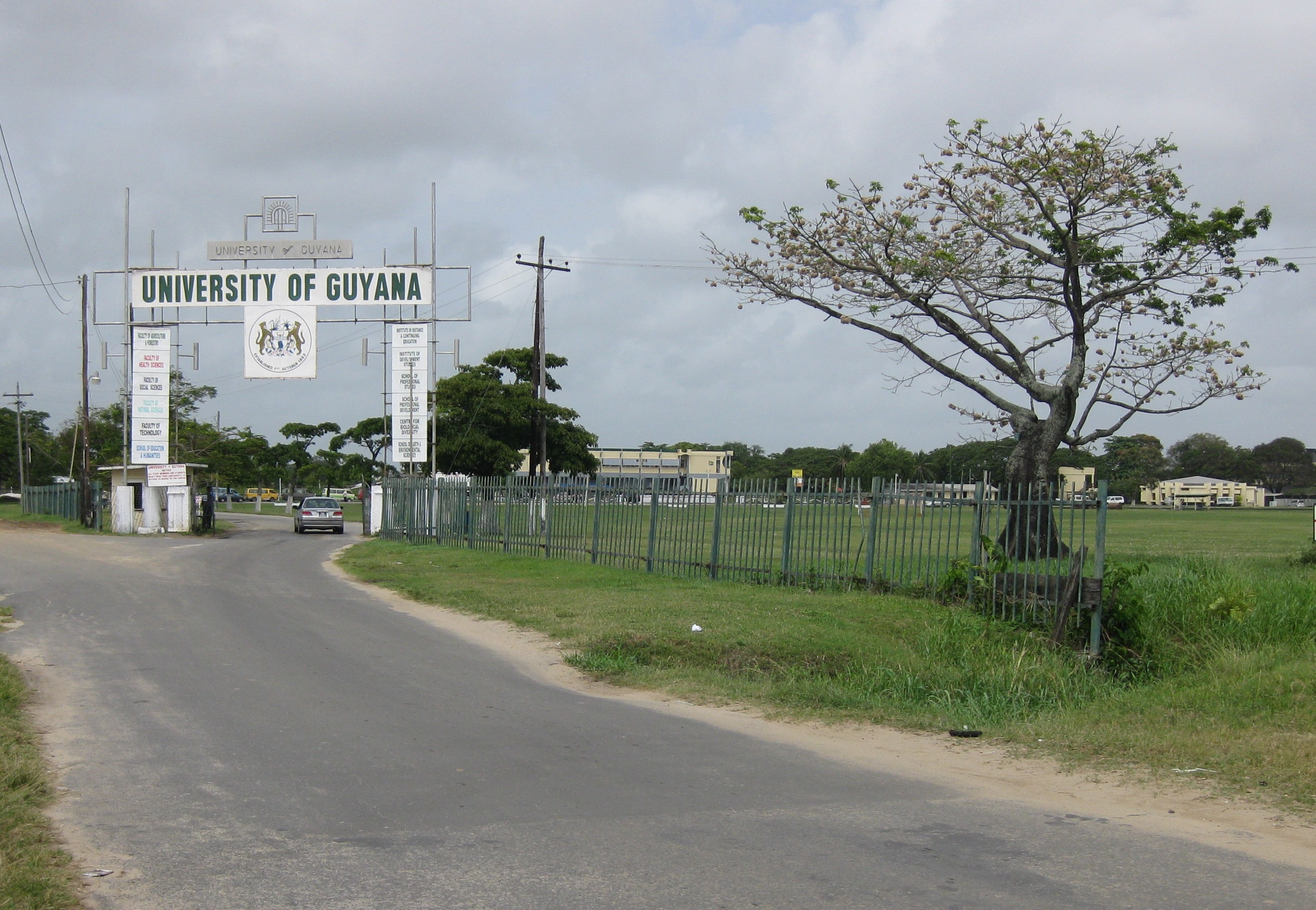
Wjazd do Uniwersytetu w Gujanie

Uniwersytet w Gujanie znajduje się w stolicy kraju Georgetown. Jest jedyną krajową instytucją szkolnictwa wyższego w Gujanie. Została założona w kwietniu 1963 r. 
Uniwersytet w Gujanie oferuje obecnie ponad 60 kierunków studiów podyplomowych i magisterskich, w tym w zakresie nauk przyrodniczych, inżynierii, ochrony środowiska, leśnictwa, urbanistyki i zarządzania, turystyki, edukacji, sztuk kreatywnych, ekonomii, prawa, medycyny, optometrii i pielęgniarstwa. Dostępnych jest kilka programów online, a także zajęcia zaoczne w IDCE w następujących lokalizacjach - region 1: miasto Georgetown i miasta Anna Regina, Essequibo, region 2; Linden, górna Demerara, region 4; Nowy Amsterdam, Berbice. Według danych z 2016 r. na uczelnię uczęszczało około 8000 studentów. Na przestrzeni lat ukończyło ją ponad 20 000 studentów, którzy przeszli do udanej kariery na poziomie lokalnym, regionalnym i międzynarodowym we wszystkich dziedzinach zawodowych. Uniwersytet jest także głównym uczestnikiem sektora publicznego i prywatnego oraz gospodarki narodowej Gujany.

## Historia
Cheddi Jagan, ówczesny premier Gujany Brytyjskiej, uważał, że Uniwersytet Indii Zachodnich, do powstania którego przyczynił się w 1948 r. jego rząd, nie zaspokajał zapotrzebowania swoich rodaków na studia wyższe. W dniu 4 stycznia 1962 r. Jagan napisał do Harolda Draytona, a następnie w Ghanie, poprosił o radę i wsparcie W.E.B. Du Boisa w sprawie powstania nowego uniwersytetu.
Drayton wrócił do Gujany Brytyjskiej w grudniu 1962 r., a Jagan napisał do naukowców socjalistycznych w Wielkiej Brytanii i Stanach Zjednoczonych, w tym Joana Robinsona z Uniwersytetu w Cambridge, Paula Barana z Uniwersytetu Stanforda i Lancelota Hogbena z Birmingham, aby zaangażować ich w rekrutację personelu.
Uniwersytet został otwarty na terenie Queen's College pod koniec 1963 roku. Pierwszym kanclerzem był Edgar Mortimer Duke, a jego pierwszym dyrektorem i wicekanclerzem był brytyjski biolog i matematyk Lancelot Hogben.
Uniwersytet w Gujanie jest jedyną krajową instytucją szkolnictwa wyższego w Gujanie. Została założona w kwietniu 1963 r. Z następującą misją: „Odkrywać, generować, rozpowszechniać i stosować wiedzę o najwyższym standardzie w służbie społeczności, narodu i całej ludzkości w atmosferze wolności akademickiej, która pozwala za darmo i krytycznie dochodzić do prawdy. ”Rozpoczęła swoją działalność w październiku tego samego roku w Queens College, pierwszej szkole średniej w kraju, przed przeprowadzką do kampusu Turkeyen w 1970 r. Początkowo programy ograniczały się do nauk o sztuce, naukach przyrodniczych i społecznych. Wydział Edukacji został utworzony w 1967 r., następnie ruszyły Wydział Technologii w 1969 roku. Instytut Edukacji na Odległość i Kształcenia Ustawicznego (IDCE), rozpoczął działalność jako jednostka zaoczna w 1975 r. Następnie powstały Wydział Rolnictwa (1977) i Nauk o Zdrowiu (1981).
Wydział leśny został założony w 1987 roku, by w 2002 roku stać się częścią Wydziału Rolnictwa. Wydziały Edukacji i Sztuki połączyły się w 2003 tworząc Szkołę Edukacji i Nauk Humanistycznych. Dodatkowo na przełomie tysiącleci powstała Szkoła Nauk o Ziemi i Środowisku (SEES), zrodzona z połączenia Wydziału Geografii i Wydziału Studiów Środowiskowych. Stworzono także Centrum Różnorodności Biologicznej, które jest istotne dla działań prowadzonych przez SEES, Wydział Rolnictwa i Leśnictwa oraz Centrum Technologii Informacyjnych (CIT), które obsługuje cały uniwersytet. Uniwersytet w Gujanie rozszerzył się w 2000 r. o kampus Tain w regionie Berbice. (W październiku 2016 r., w ramach szerszej reorganizacji, SEES został przekształcony w Wydział Nauk o Ziemi i Środowisku, z dziekanem jako kierownikiem naukowym i administracyjnym jednostki).
Uniwersytet w Gujanie oferuje obecnie ponad 60 kierunków studiów podyplomowych i magisterskich, w tym w zakresie nauk przyrodniczych, nauk społecznych, inżynierii, badań środowiskowych, leśnictwa, urbanistyki i zarządzania, turystyki, edukacji, sztuk kreatywnych, ekonomii, prawa, medycyny, optometrii i pielęgniarstwa. Dostępnych jest kilka programów online, a także zajęcia zaoczne w IDCE w czterech lokalizacjach - w mieście Georgetown i miastach Anna Regina, Essequibo, Region 2; Linden, górnej Demerarze, Nowym Amsterdamie, Berbice. Według danych na 2016 r. na uczelnię zapisanych było około 8000 studentów Uczelnia może pochwalić się liczbą ponad 20 000 absolwentów, którzy na przestrzeni lat przeszli do udanej kariery na poziomie lokalnym, regionalnym i międzynarodowym we wszystkich dziedzinach zawodowych. Uniwersytet ma również duży wkład w sektor publiczny i prywatny oraz w gospodarkę narodową.
Uczelnia oferuje świadectwo, dyplom, stopień naukowy, stopień licencjata, stopień magistra (absolwent) oraz studia zawodowe. Programy te są realizowane za pośrednictwem siedmiu następujących jednostek organizacyjnych, zwanych wydziałami, z których każdy jest kierowany przez dziekana: Rolnictwo i Leśnictwo, Badania Ziemi i Środowiska, Edukacja i Nauki Humanistyczne, Nauki o Zdrowiu ze Szkołą Medycyny, Nauki Przyrodnicze, Nauki Społeczne i Technologia. Największą jednostką jest Wydział Nauk Społecznych z następującymi siedmioma wydziałami: Biznes i Zarządzanie; Centrum Studiów Komunikacyjnych, Ekonomia, Sprawy Rządowe i Międzynarodowe, Studia podyplomowe, Prawo i socjologia. Wydział Studiów Biznesowych i Zarządzania, największa jednostka na Wydziale Nauk Społecznych, oferuje trzy kierunki kształcenia; Księgowość, Bankowość i finanse oraz Marketing. Ponadto ma około 1500 studentów, największą grupę na Wydziale Nauk Społecznych i 15 wydziałów (z czego 10 prowadzi edukację w pełnym wymiarze godzin i 5 w niepełnym wymiarze godzin). Ponadto wspólnie zarządza licencjonowaną Commonwealth of Learning Masters in Business Administration and Public Affairs (CMBA/PA).

## Organizacja i struktura
Uniwersytet podzielony jest na kilka wydziałów:
- Wydział Nauk o Ziemi i Środowisku

Dziekan - Dr. Paulette Bynoe
Asystent dziekana - Dennise Simmons
- Wydział Nauk Przyrodniczych

Dziekan - Calvin Bernard
Asystent dziekana - Diana Seecharran
- Wydział Nauk Społecznych

Dziekan - Hector Edwards
Asystent dziekana - Diana Gobin
- Szkoła Edukacji i Nauk Humanistycznych

Dziekan - Claudette Austin
Prodziekan - Camille Robertson
- Wydział Nauk o Zdrowiu

Dziekan - Dr. Emanuel Cummings
Asystent dziekana - Cecil Boston
Dyrektor - dr Ronald Aaron
- Wydział Technologii

Dziekan - Elena Trim
Asystent dziekana - Dionne Holder
- Instytut Kształcenia na odległość i Kształcenia Ustawicznego

Dyrektor - dr Jacqueline Murray
- Wydział Rolnictwa i Leśnictwa

Dziekan - Dr. Owen Bovell
Asystent dziekana - Lambert Chester
- Szkoła Przedsiębiorczości i Innowacji Biznesowych (SEBI)

Dziekan - Dr. Lucas
Asystent dziekana - Hugh Todd
Zawiera on w sobie również Instytut Kształcenia na odległość i Kształcenia Ustawicznego.

## Znani ludzie

### Absolwenci
- Mahadai Das, pisarz z Gujany
- M. Jamal Deen, (FRSC FCAE FINAE), profesor i senior Kanadyjskiego Ośrodka Badawczego, Uniwersytet McMastera, Kanada
- Odeen Ishmael, dyplomata i ambasador Gujany
- Denis Williams, gujański malarz i archeolog
- Neil Pierre, Dyrektor Oddziału Koordynacji Polityki, Organizacja Narodów Zjednoczonych

### Wykładowcy i administratorzy
- Prem Misir, Pro-kanclerz i profesor zdrowia publicznego
- Joyce Sparer Adler, amerykański krytyk, dramaturg i nauczyciel, a także członek wydziału założycielskiego Uniwersytetu w 1963 r.
- Joel Benjamin, były zastępca bibliotekarza i archiwista na Uniwersytecie
- Derek Bickerton, były wykładowca, obecnie emerytowany profesor lingwistyki na Honolulu Community College
- Janette Bulkan, gujańska profesor i działaczka międzynarodowa ds. praw człowieka i ekspert w dziedzinie ochrony środowiska; profesor wizytujący w Colby College
- Horace B. Davis, marksistowski ekonomista ze Stanów Zjednoczonych
- Harold Drayton, główny doradca Jagana przy założeniu uniwersytetu, gujański naukowiec, były zastępca dyrektora i profesor biologii
- Michael Gilkes, gujański pisarz i akademik
- Stanley Greaves, gujański malarz, były szef Creative Arts na Uniwersytecie
- Richard Hart, jamajski prawnik i polityk
- Lancelot Hogben, angielski zoolog i genetyk
- Abdur Rahman Slade Hopkinson, gujański pisarz i profesor na uniwersytecie (1966–68)
- Basdeo Mangru, gujański historyk; obecnie na wydziale York College, City University of New York
- Ali Mazrui, afrykańskie i islamskie studia akademickie
- Dr Mark Pelling, czytelnik Geografii Człowieka, King's College, Londyn
- Marie Philipneri, MD, MPH profesor medycyny wewnętrznej, dyrektor programu dializ ambulatoryjnych, Szkoła Medyczna Uniwersytetu Saint Louis
- Clem Seecharan, pisarz z Gujany
- Bertrand Ramcharan, były kanclerz Uniwersytetu
- Shridath Ramphal, były minister spraw zagranicznych Gujany (1972–75) i drugi sekretarz generalny Wspólnoty Narodów (1975–90)
- Walter Rodney, panafrykański pisarz i teoretyk polityczny
- Rupert Roopnaraine, gujański pisarz, polityk i naukowiec
- Joycelyn Loncke, gujański lingwista, nauczyciel języka francuskiego